# Köflach
Köflach – miasto w Austrii, w kraju związkowym Styria, w powiecie Voitsberg. Liczy 10086 mieszkańców (1 stycznia 2015).
W dzielnicy Piber znajduje się stadnina lipicanów, słynnych białych koni występujących w Hiszpańskiej Szkole Jazdy Konnej.
W mieście rozwinął się przemysł metalowy, maszynowy, meblarski oraz spożywczy.

## Współpraca
Miejscowość partnerska:
- Giengen an der Brenz, Niemcy